# Прибрежное (Сакский район)
Прибре́жное (до 1948 года Кара́-Тобе́; укр. Прибережне, крымскотат. Къара Тёбе, Qara Töbe) — село в Сакском районе Крыма (согласно административно-территориальному делению Украины входит в состав Лесновского сельского совета Автономной Республики Крым, согласно административно-территориальному делению РФ — в Лесновском сельском поселении Республики Крым).

## Современное состояние

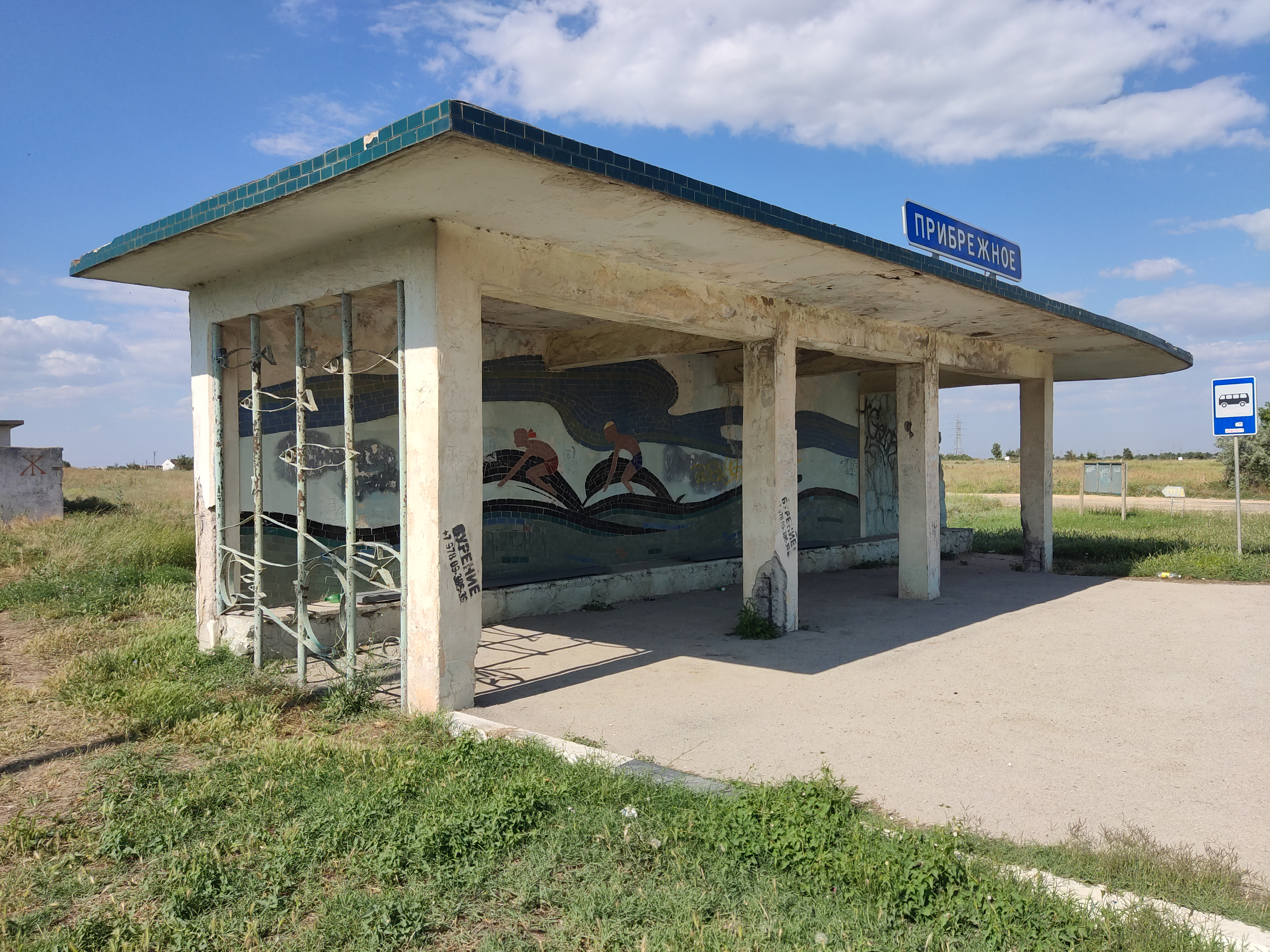
Автобусная остановка

На 2016 год в Прибрежном числится 16 улиц, 3 переулка, дачный массив Морское и станция Прибрежная 50 Километр; на 2009 год, по данным сельсовета, село занимало площадь 111,5 гектара, на которой в 279 дворах числилось 673 жителя. В селе действуют Прибрежненский аграрный колледж (ранее — Прибрежненский совхоз-техникум), Прибрежненский завод строительных материалов, фельдшерско-акушерский пункт, церковь священномученика Климента. Село связано автобусным сообщением с рядом населённых пунктов Крыма, наибольшее число рейсов совершается в направлении городов Саки, Евпатория и Симферополь.

## География

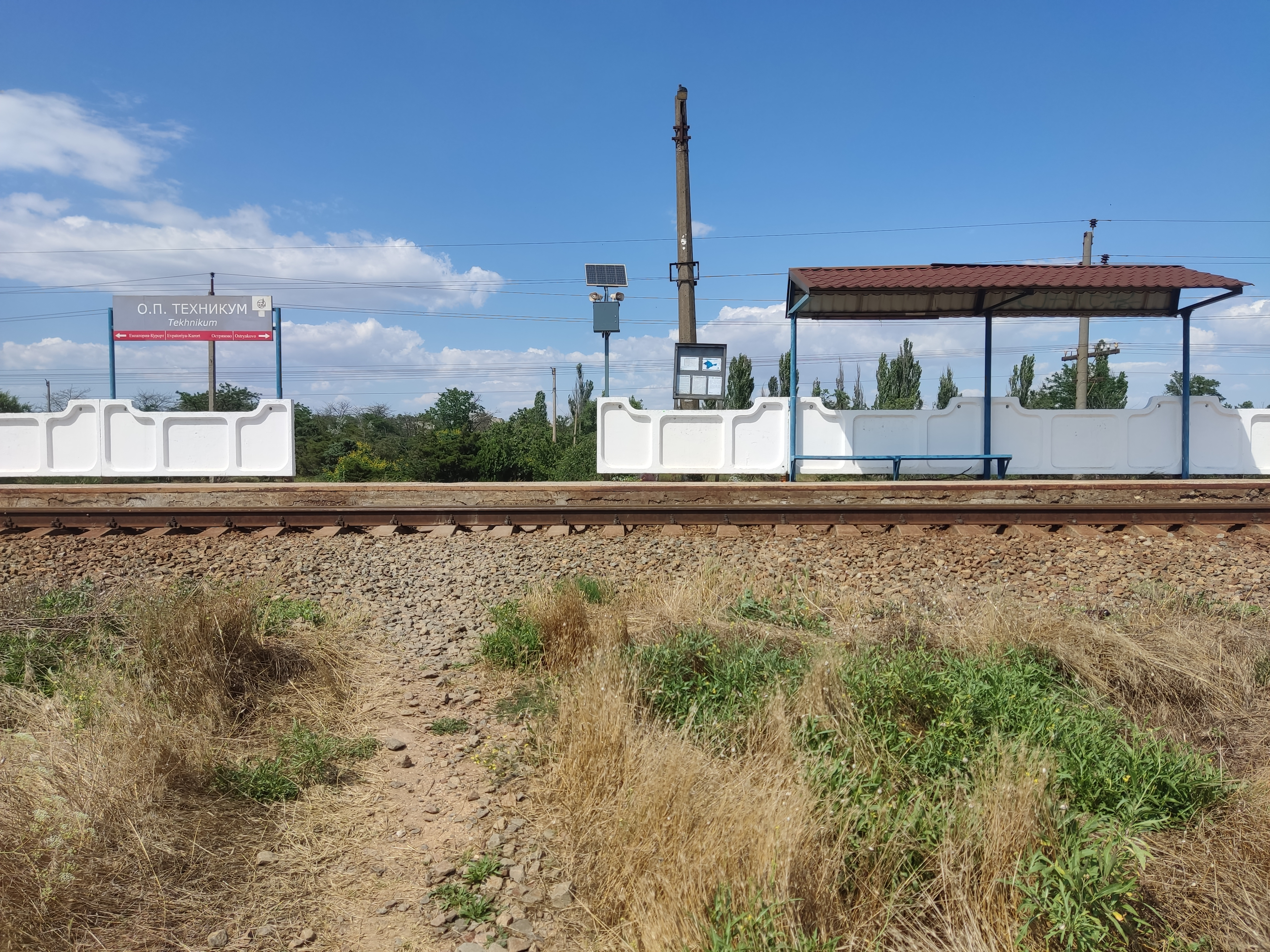
Станция «Техникум»

Расположено в центре района, в 3 км западнее райцентра Саки и в 10 км к юго-востоку от Евпатории, у западной окраины — железнодорожная станция Прибрежная. Прибрежное находится у начала косы (пересыпи), отделяющей озеро Сасык от моря, высота центра села над уровнем моря — 8 м.
Согласно сведениями как украинской, так и российской публичной кадастровой карты территория населённого пункта состоит из двух чересполосных участков: бо́льшего (82 га, Морская, Парковая, Садовая, Молодёжная, Строительная улицы) к северу от железнодорожной линии у железнодорожной платформы «Техникум», а также располагающегося восточнее меньшего участка (30 га, Каламитская улица), между Симферопольским шоссе и железнодорожной линией у железнодорожной станции «Прибрежная». Собственно приморская полоса (площадь около 80 га), располагающаяся между Симферопольским шоссе и Чёрным морем (Набережная и Евпаторийская улицы, дачный массив «Морское»), формально лежит за пределами населённого пункта.

## История

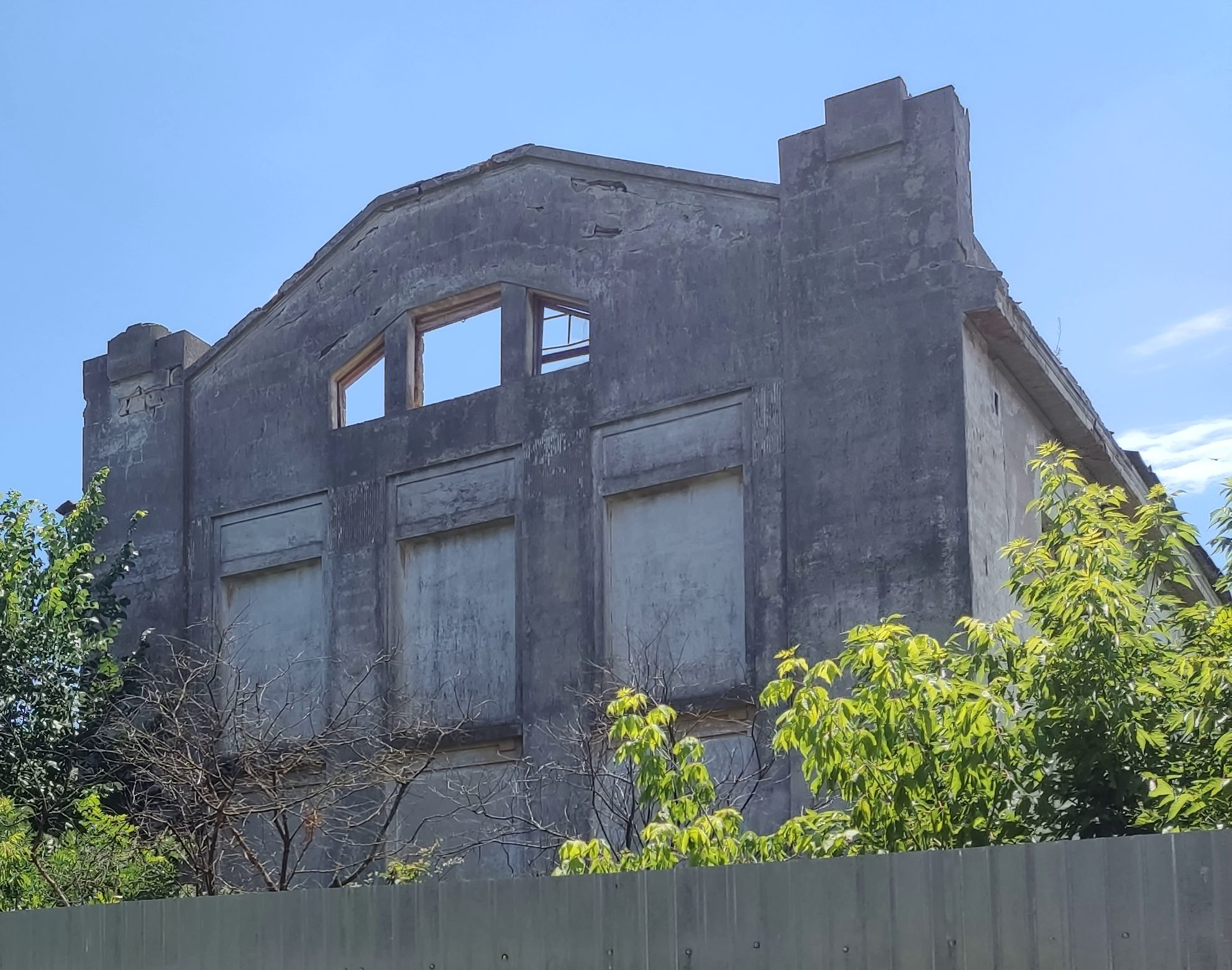
Заброшенное здание сельскохозяйственного училища

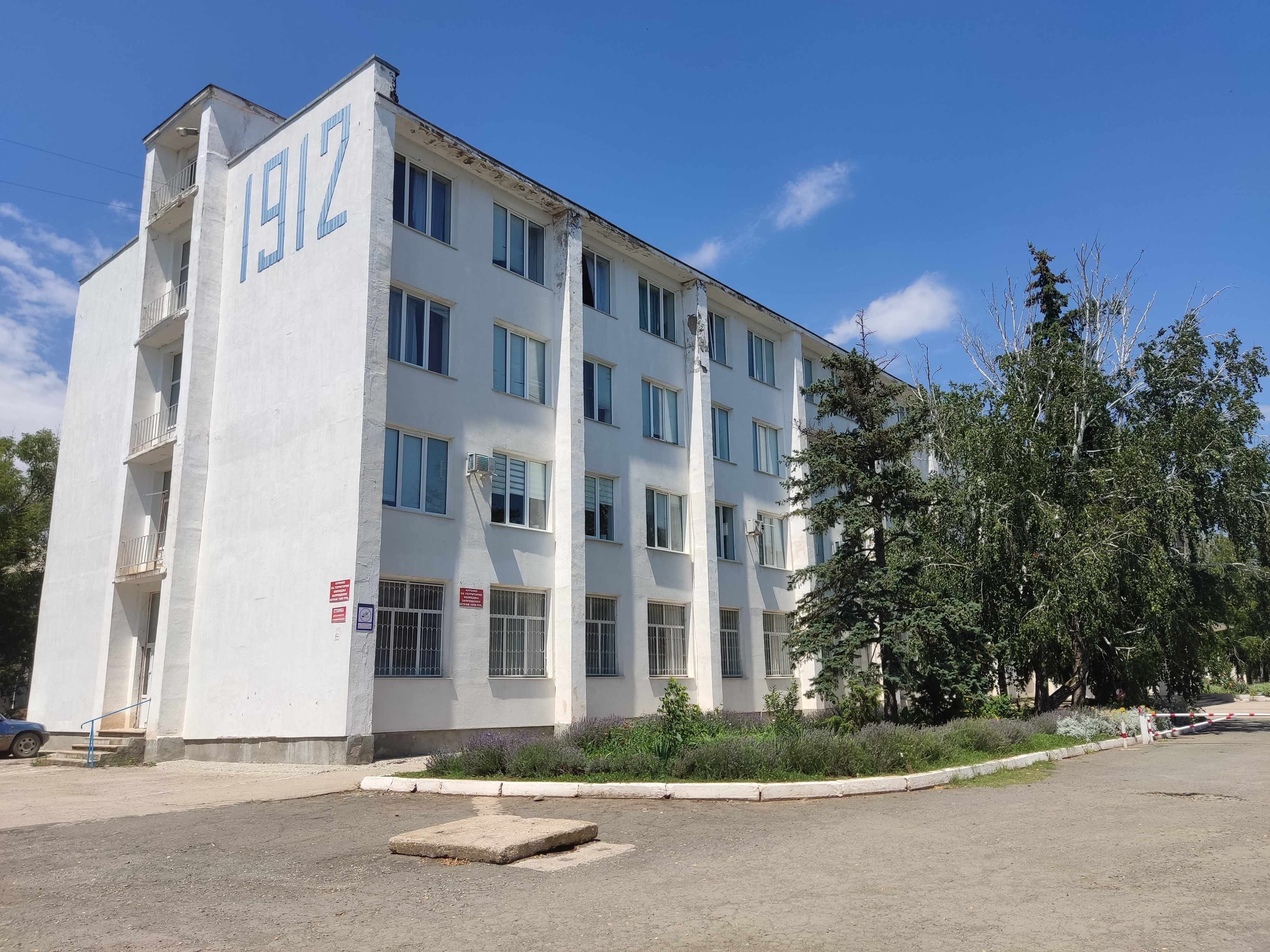
Современное здание колледжа

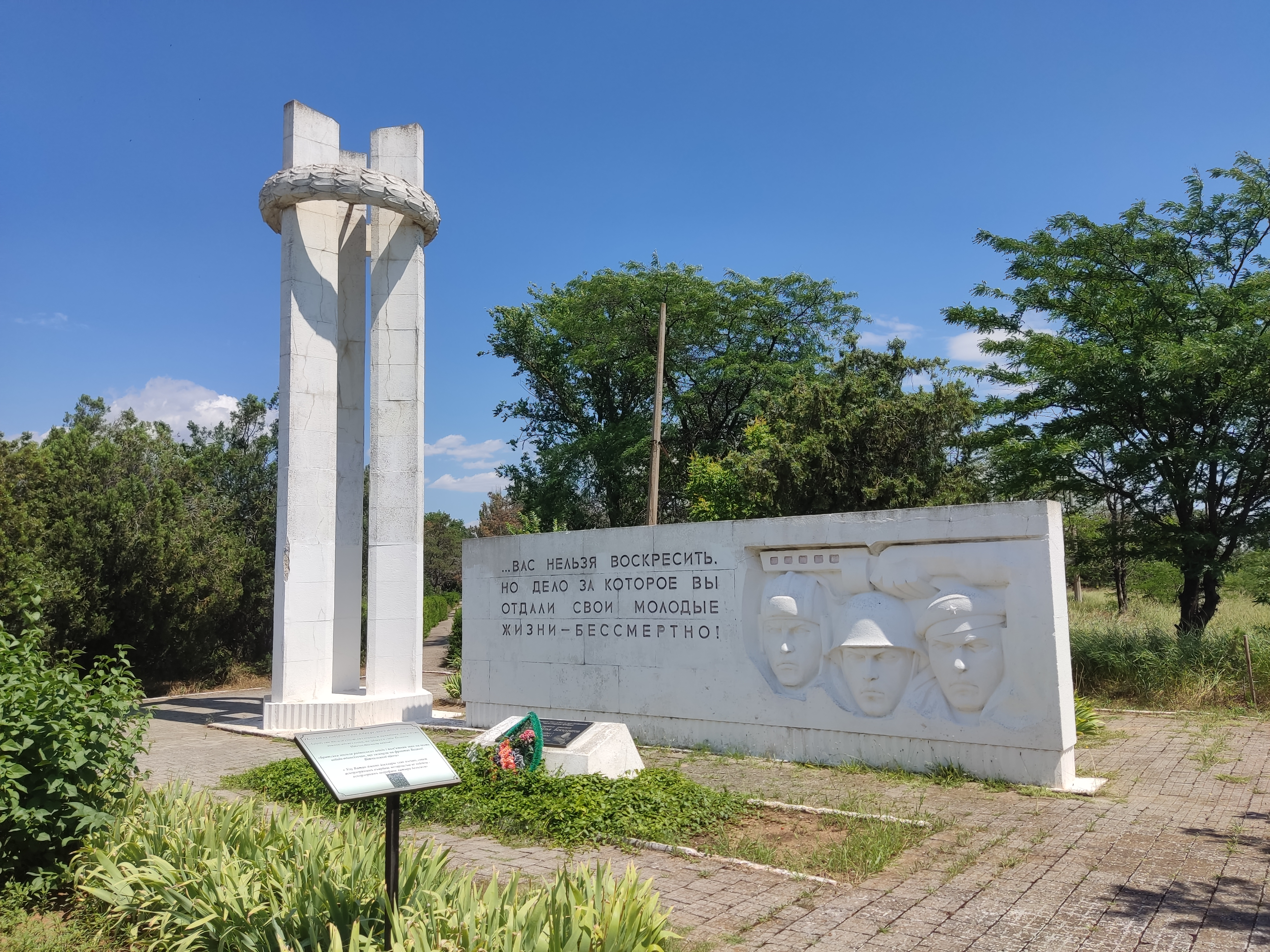
Братская могила

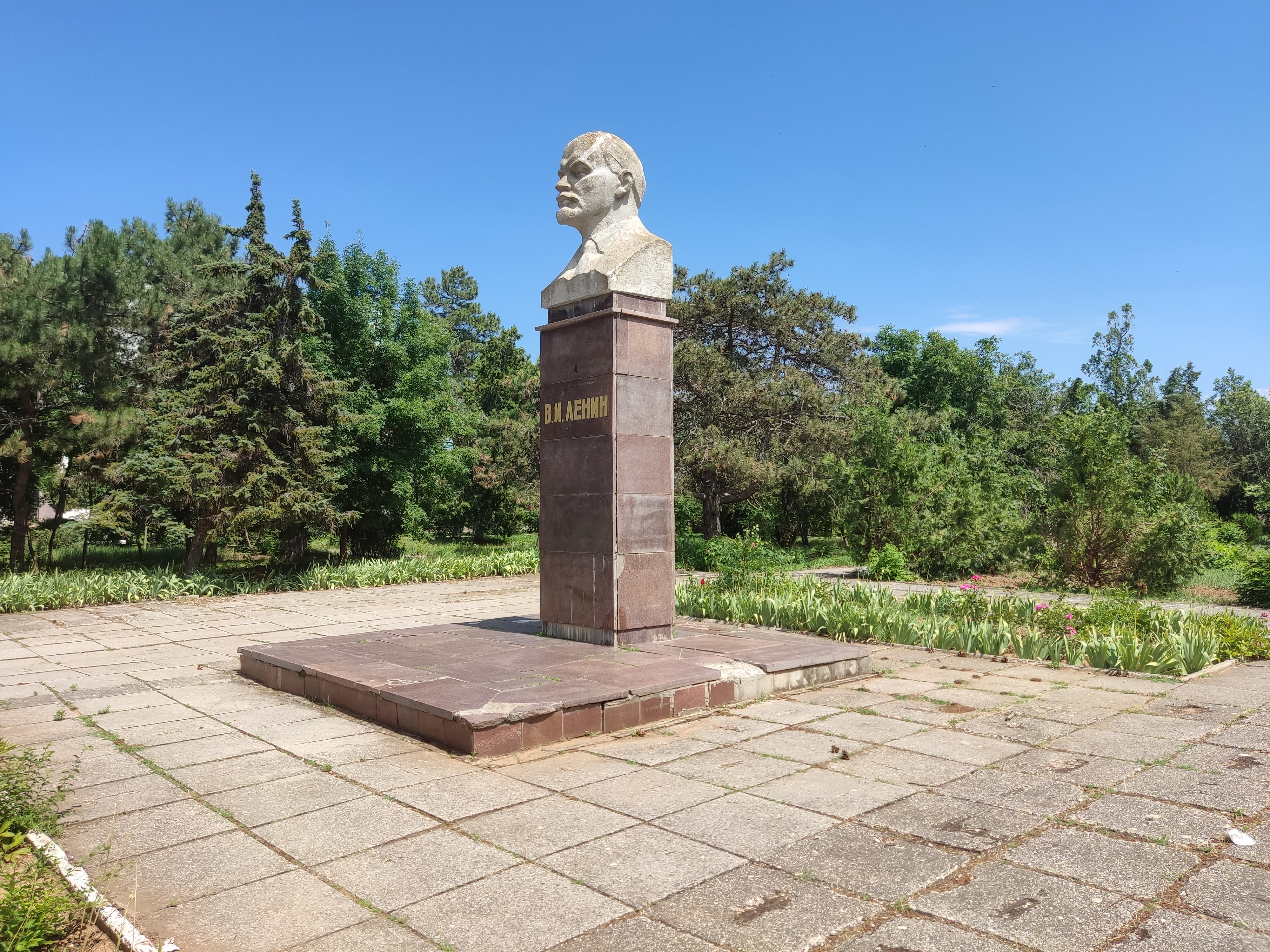
Памятник Ленину

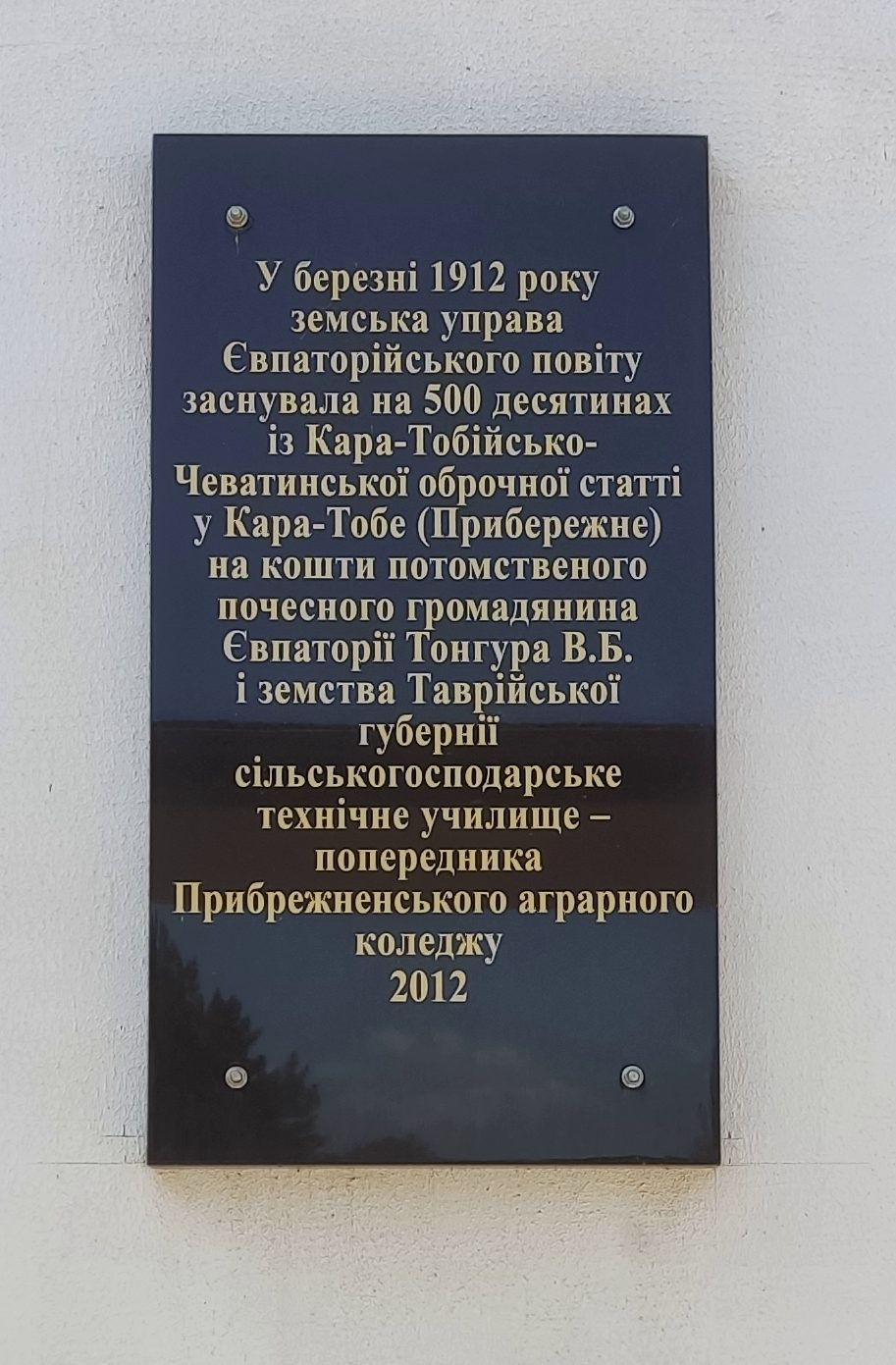
Памятная доска

Впервые, как уже существующий хутор Кара-Тобе, упоминается в 1912 году, в связи с открытием в нём земского училища соляных мастеров, видимо, поселение возникло как посёлок при солепромыслах. Название, очевидно, дано по холму Кара-Тепе-оба, у которого возник посёлок. По Статистическому справочнику Таврической губернии. Ч.II-я. Статистический очерк, выпуск пятый Евпаторийский уезд, 1915 год, в казарма лесничества Кара-Тобе Сакской волости Евпаторийского уезда числилось 4 двора без приписного населения и 204 — «постороннего».
После установления в Крыму Советской власти, по постановлению Крымревкома от 8 января 1921 года № 206 «Об изменении административных границ» была упразднена волостная система и село вошло в состав Евпаторийского района Евпаторийского уезда, а в 1922 году уезды получили название округов. 11 октября 1923 года, согласно постановлению ВЦИК, в административное деление Крымской АССР были внесены изменения, в результате которых округа были отменены и произошло укрупнение районов — территорию округа включили в Евпаторийский район. Согласно Списку населённых пунктов Крымской АССР по Всесоюзной переписи 17 декабря 1926 года, в составе Сакского сельсовета Евпаторийского района фигурируют село Кара-Тобе (33 двора, все некрестьянские, население составляло 196 человек, из них 145 татар, 39 русских, 15 украинцев, 3 еврея, 1 немец, 3 записаны в графе «прочие», действовали татарская общеобразовательная и сельскохозяйственная школы)и хутор Кара-Тобе (1 двор и 2 жителя). Постановлением президиума КрымЦИК от 26 января 1935 года «Об образовании новой административной территориальной сети Крымской АССР» был создан Сакский район село включили в его состав. В «Крымскотатарской энциклопедии» записано, что в селе, по данным всесоюзной переписи населения 1939 года, проживало 1268 человек — либо ошибка, либо опечатка.
В годы Великой Отечественной войны, при освобождения села, 13 апреля 1944 года у разъезда Кара-Тобе погибли младший сержант И. Бондаренко и рядовой Бекмуратов (номера частей, в которых они служили, не установлены). Павших похоронилина месте гибели. В 1975 году в парке перед учебным корпусом сельхозтехникума установили памятный знак в честь воинов-односельчан, к которму перезахоронили останки воинов. Постановлением Совета министров Республики Крым № 627 от 20 декабря 2016 года памятник отнесён к категории объектов культурно-исторического наследия России регионального значения.
В 1944 году, после освобождения Крыма от фашистов, согласно Постановлению ГКО № 5859 от 11 мая 1944 года, 18 мая крымские татары были депортированы в Среднюю Азию. После освобождения Крыма от фашистов, 12 августа 1944 года было принято постановление № ГОКО-6372с «О переселении колхозников в районы Крыма», по которому в район из Курской и Тамбовской областей РСФСР в район переселялись 8100 колхозников, а в начале 1950-х годов последовала вторая волна переселенцев из различных областей Украины. С 25 июня 1946 года Кара-Тобе в составе Крымской области РСФСР. Указом Президиума Верховного Совета РСФСР от 18 мая 1948 года Кара-Тобе Сакского района было переименовано в Прибрежное. 26 апреля 1954 года Крымская область была передана из состава РСФСР в состав УССР. Время включения в состав Новосёловского сельсовета пока не установлено: на 15 июня 1960 года село уже числилось в его составе. Указом Президиума Верховного Совета УССР «Об укрупнении сельских районов Крымской области», от 30 декабря 1962 года село присоединили к Евпаторийскому району. 1 января 1965 года, указом Президиума ВС УССР «О внесении изменений в административное районирование УССР — по Крымской области», Евпаторийский район был упразднён и село включили в состав Сакского (по другим данным — 11 февраля 1963 года). С 12 февраля 1991 года село в восстановленной Крымской АССР, 26 февраля 1992 года переименованной в Автономную Республику Крым. На месте греко-скифского городища Кара Тобе в селе Прибрежное в 2000 году был открыт музей. В верхних слоях городища Кара-Тобе постоянно встречается керамика салтово-маяцкого времени.
С 21 марта 2014 года в составе Крыма аннексировано Россией.

## Население
| 2001 | 2014 |
| ---- | ---- |
| 883  | ↘671 |

К 1 января 2016 года численность населения Прибрежного возросла до 686 человек.
Всеукраинская перепись 2001 года показала следующее распределение по носителям языка:
| Язык             | Численность | Доля    |
| ---------------- | ----------- | ------- |
| русский          | 706         | 79,95 % |
| украинский       | 140         | 15,86 % |
| крымскотатарский | 21          | 2,38 %  |
| белорусский      | 8           | 0,91 %  |
| караимский       | 1           | 0,11 %  |
| немецкий         | 1           | 0,11 %  |
| другие           | 6           | 0,68 %  |